# Barbora Špotáková
Barbora Špotáková (Jablonec nad Nisou, Češka, 30. lipnja 1981.) je češka bacačica koplja. Dvostruka je Olimpijska pobjednica i aktualna svjetska rekorderka.
Osvojila je dvije zlatne olimpijske medalje. Svoje prvo olimpijsko zlato osvojila je na Olimpijadi održanoj 2008. u Pekingu, a drugu četiri godine kasnije na Olimpijadi u Londonu 2012. Na Olimpijadi u Londonu zlato je osvojila u posljednjem bacanju kada je koplje bacila na 71,42 metra što je bio novi Europski rekord.
Na Svjetskom atletskom finalu 13. rujna 2008. u Stuttgartu Špotáková je oborila svjetski rekord bacivši koplje na 72,28 m.
Do kraja sezone 2010. trener joj je bio Rudolf Černý, prije sezone 2011. objavljeno je da će Jan Železný biti nje novi trener. 
Prvu medalju na velikim natjecanjima osvojila je na Europskom prvenstvu u Göteborgu 2006. godine, gdje je osvojila srebrenu medalju. Osvojila je još dvije medalje ne Europskim prvenstvima zlato u Zürichu 2014. i broncu u Barceloni 2010. godine.
U svibnju 2013. godine rodila je sina Janeka te se nije natjecala na Svjetskom prvenstvu u Moskvi iste godine.

## Vanjski izvori
- Profil atletičarke na stranicama IAAF-a  Arhivirana inačica izvorne stranice od 15. listopada 2012. (Wayback Machine)